# 明斯克柏迪遜足球會
明斯克柏迪遜足球會是位於白俄羅斯首都明斯克的一個球會。曾经是立陶宛／俄羅斯商人羅曼諾夫（Владимир Романов）足球王國的一部分，羅曼諾夫還擁有蘇超的赫斯及立陶超的冠軍兩支球隊。球队的主场为拖拉机体育场。

## 歷史
米兹里波建立於1947年，最初是明斯克拖拉機廠（Минский тракторный завод，簡稱МТЗ - MTZ）建設期間為建築工人（包括德國戰俘）設立的體育活動，後來成為工廠工人的球隊。1948年，該隊改成職業球隊。2002年與職業教育學院（RIPO或Trudovye Rezervy）合併，成為MTZ列普足球會。

## 荣誉
- 白俄罗斯锦标赛（1992年以前）
  - 冠军：1948年, 1949年
- 白俄罗斯超级联赛
  - 季军：2005年
- 白俄罗斯杯
  - 冠军： 2005年

## 外部連結
- 官方網站 （页面存档备份，存于）